# Ministro da Fazenda

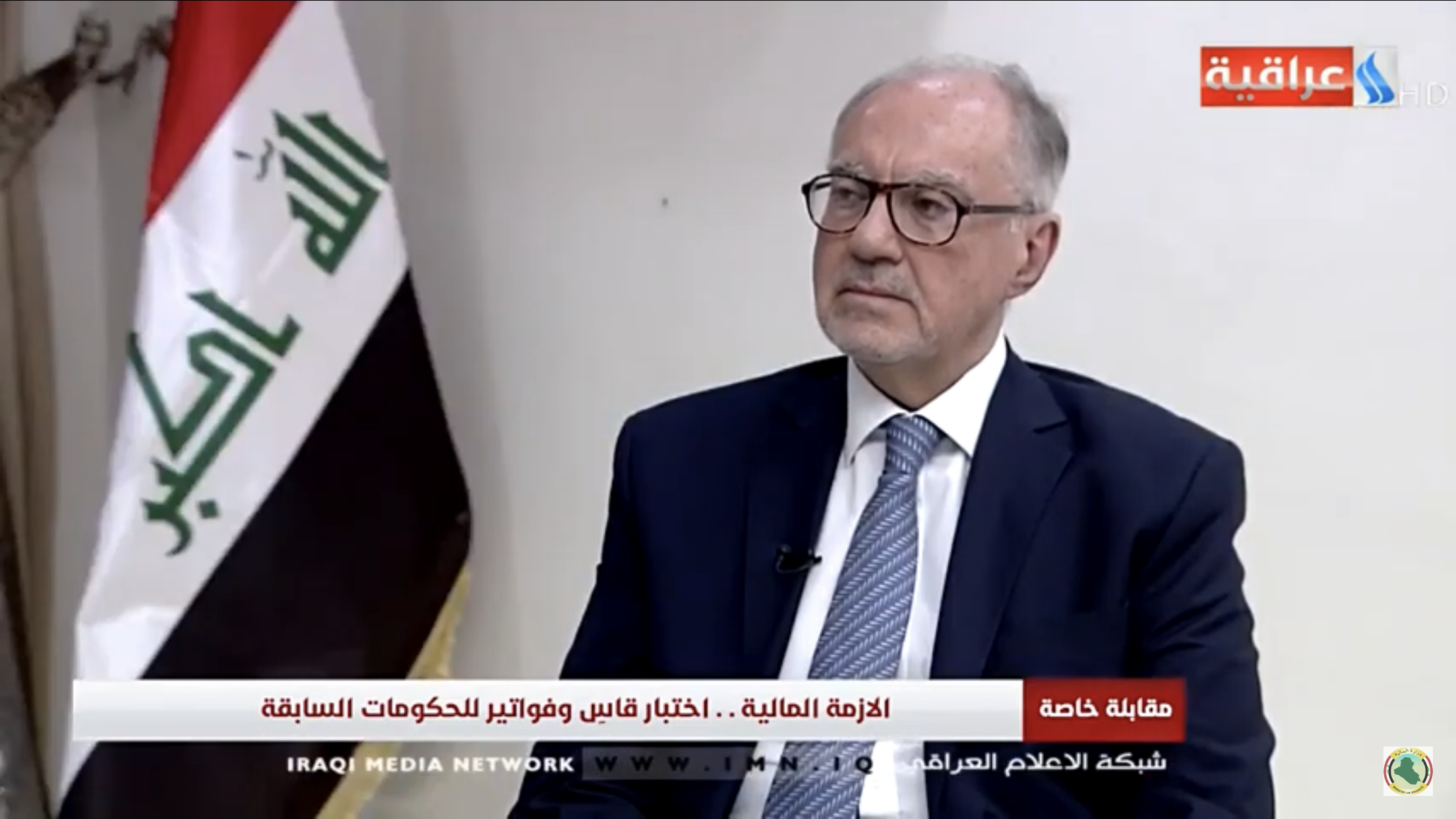
Foto para o símbolo do vice-primeiro-ministro do Iraque e ministro das Finanças de Ali Allawi de uma entrevista na Iraqia TV

Ministro da Fazenda ou Ministro das Finanças é um cargo executivo ou de gabinete responsável por uma ou mais finanças do governo, política econômica e regulamentação financeira.
A carteira de um ministro das finanças tem uma grande variedade de nomes em todo o mundo, como "tesouro", "finanças", "assuntos financeiros", "economia" ou "assuntos econômicos". O cargo de ministro das finanças pode ser nomeado para esta carteira, mas também pode ter algum outro nome, como "Tesoureiro" ou, no Reino Unido, "Chancellor of the Exchequer".
Os deveres de um ministro das finanças diferem entre os países. Normalmente, eles abrangem uma ou mais finanças do governo, política fiscal e regulamentação financeira, mas existem diferenças significativas entre os países:
- em alguns países, o ministro das finanças também pode supervisionar a política monetária (enquanto em outros países isso é responsabilidade de um banco central independente);[2]
- em alguns países, o ministro das finanças pode ser assistido por um ou mais outros ministros (alguns apoiados por um departamento governamental separado) com relação à política fiscal ou formação do orçamento;
- em muitos países, há uma pasta separada para a política econômica geral na forma de um ministério de "assuntos econômicos" ou "economia nacional" ou "comércio";
- em muitos países, a regulamentação financeira é administrada por uma agência separada, que pode ser supervisionada pelo ministério das finanças ou algum outro órgão governamental.

Os ministros das finanças também são freqüentemente encontrados em governos de estados federados ou províncias de um país federal. Nestes casos, os seus poderes podem ser substancialmente limitados por uma política legislativa ou fiscal superior, nomeadamente o controle da tributação, das despesas, da moeda, das taxas de juros interbancárias e da oferta monetária.
Os poderes de um ministro das finanças variam entre os governos. No Reino Unido e na Austrália, o ministro das finanças (chamado de "Chancellor of the Exchequer" e "Tesoureiro", respectivamente) é visto na prática como o cargo de gabinete mais importante depois do primeiro-ministro.
Nos Estados Unidos, o ministro das finanças é chamado de "Secretário do Tesouro", embora haja um Tesoureiro separado e subordinado dos Estados Unidos, e é o diretor do Escritório de Administração e Orçamento que elabora o orçamento.
No Brasil, o ministro da fazenda é denominado ministro da economia, responsável pela formulação e execução da política econômica nacional, da administração financeira da União e contabilidade pública, desburocratização, gestão e governo digital, fiscalização e controle do comércio exterior, previdência e negociações econômicas e financeiras com governos, organismos multilaterais e agências governamentais.
No Reino Unido, o equivalente ao ministro das finanças é o Chanceler do Tesouro. Devido a uma peculiaridade da história, o Chanceler do Tesouro também é denominado Segundo Senhor do Tesouro, com o Primeiro-Ministro também ocupando a posição histórica de Primeiro Senhor do Tesouro. Isso sinaliza a antiguidade do primeiro-ministro e a responsabilidade superior sobre o Tesouro.
Os ministros das finanças podem ser impopulares se precisarem aumentar os impostos ou cortar gastos. Os ministros das finanças cujas principais decisões beneficiaram diretamente o desempenho e a percepção das realizações económicas e financeiras do seu país são reconhecidos pelo prémio anual Euromoney Ministro das Finanças do Ano.